# Польское фармакологическое общество
Польское фармакологическое общество (пол. Polskie Towarzystwo Farmakologiczne) — польское научное общество, основанное в 1965 году в результате отделения Фармакологической секции от Польского физиологического общества. Первым председателем Общества был польский фармаколог, доктор наук, профессор Пётр Кубиковский (пол. Piotr Kubikowski).
Согласно Уставу, целью Общества является организация и поддержка всех мероприятий, направленных на развитие научных работ в области экспериментальной и клинической фармакологии и токсикологии; объединение специалистов, работающих в этих областях; распространение научных фармакологических достижений; представление польской фармакологии и токсикологии в Польше и за рубежом.
В состав Общества входят 10 региональных филиалов.
Общество является членом «Федерации европейских фармакологических обществ» (англ. Federation of European Pharmacological Societies) (EPHAR) и «Международного союза фундаментальной и клинической фармакологии» (англ. International Union of Basic and Clinical Pharmacology) (IUPHAR).
Звания почётного члена Общества удостаиваются выдающиеся фармакологи современности, среди них советский фармаколог, действительный член АМН СССР Сергей Аничков.
Председателем Общества является доктор наук Tomasz Kocki.
Актуальная информация о деятельности Общества публикуется на сайте www.ptf.info.pl.